# リトルスプーン
リトルスプーン（Little Spoon）は、レトルト・冷凍カレーのブランド名。かつては、株式会社オーヴおよび株式会社コンバージョン・株式会社リトルスプーンが運営する日本のカレー専門店チェーンの名称でもあった。現在は「北海道どさんこプラザ」など全国の販売店でレトルトカレーが販売されている。

## 来歴
店舗はオーヴによって1999年に北海道札幌市で営業開始。
店舗網は札幌市内およびその近郊が中心であったが、2003年（平成15年）から旭川、函館、帯広、釧路といった北海道の地方都市にも出店を進めた。
2004年（平成16年）1月に東京に1号店を開設したのを皮切りに関東や東北にも店舗網を広げていった。
2007年（平成19年）7月、オーヴが食品製造業に特化するため、リトルスプーン事業を店舗流通ネットに譲渡することを発表。これに伴い、北海道の札幌市と江別市、名寄市、それに青森県の八戸市以外の全店舗を閉店した。
2007年（平成19年）10月から、店舗流通ネットからリトルスプーン事業を引き継いだコンバージョンが店舗を運営。当初はオーヴがカレーを供給していたが、その後はコンバージョンが製造も引き継いだ。その後、コンバージョンは食材価格高騰や競争激化により資金繰りが悪化し、2009年（平成21年）7月に自己破産。運営していた北海道内の12店舗は新たに設立された「株式会社リトルスプーン」（オーヴとは関係がない）に譲渡され、営業を継続していたが、2012年（平成24年）3月頃までに全店舗閉鎖。
その後も、別会社である株式会社ディア・エンタープライズが東光ストア豊平店西館Aにて「リトルCafe」を経営していたが、2013年に閉店。隣のテナント（同社が経営）の「こめます」を拡張し、同店で引き続きリトルスプーンのカレーを提供しており、「リトルスプーン」の看板は2023年現在でも残っている。

## 特徴
トロトロとした濃厚なカレールーが特徴。基本的にご飯の量と辛さ、トッピングを決めて注文するシステムである。また、メニューは基本的に全店共通だが、「北海道の店舗」と「それ以外の地域の店舗」ではトッピングの内容が異なった。

## こぼれ話
リトルスプーン出店の際、新規に建物を建築したりはせずに、空きテナント(元コンビニ店・元ファーストフード店)だった所に出店するのをモットーにしている。これは出店に対する経費の節減をして、お客に対してよりよい『食のサービス』向上を狙ったもの。元ファーストフード店だった空きテナントに出店する結果カレーライス屋としては珍しいドライブスルーの設備がある店舗も存在していた（元町店：旧ロッテリア）。
特に新宿歌舞伎町店では独自の激辛シリーズが展開されており、最上級レベルの『サドンデス』は『レジェンド』を完食した人だけが挑戦できる辛さのレベルになっている。その辛さは"常人では到底完食は不可能とされる辛さ"として激辛マニアのあいだで話題になっており、店内には完食者の名前が張られ、それを目当てに挑戦する人が増えつつあった。

## メニュー
基本となるカレーはチキンとポークの2種類で、S・M・Lというご飯の量、6種類の辛さが選べ、それによって価格が決まるようになっていた。辛さは甘口の『ジャンヌ』から始まり、普通の辛さの『スプーンちゃん』、『ロケッツ』、『サーベル』、『ホットマモス』、『ファイヤードラゴ』の順に辛口となるようになっていた。また、温泉卵や野菜、クリームコロッケやとり唐揚げ、トンカツなどの惣菜類などのトッピングが追加料金で可能となっていた。トッピングから発展したシーフードカレーのほか、スープカレーやキッズカレー、カレーラーメン、カレーパン、カレーコロッケ、カレー煎餅といったカレーを使った関連メニューもあった。ご飯ものの一種であるハヤシライスもカレーと同様にトッピング可能な形で提供されていた。ナンやサラダ、デザートといったサイドメニューもあった。
上記「こめます」では中辛（『スプーンちゃん』に相当）のみが提供されている。

## 過去にあったサービス
- ポイントカード制度
  - カレーを一杯食べるごとに1ポイントつき、貯めるとカレー1人前が無料になる。
  - ポイントシステム管理にコストがかかり他のサービスに影響が出る等で終了。

- お鍋持参カレーソース持ち帰り割引制度
  - 鍋を持参する事で店が用意してある持ち帰り用使い捨て容器を使用しなくて済み、その分安くなる。
  - サービス終了よりテーマソングの歌詞の一部『おなべを忘れるな』が欠番となった。
  - 終了と共にこれに代わって冷凍カレーの販売開始となった。

- カレー・バイキング
  - 道庁前店でのみ実施されていた。値段を２段階に設定し、選べるトッピングおよび時間の差があった。同店舗の閉鎖に伴い、サービスを終了。